# Saint-Côme-d’Olt
Saint-Côme-d’Olt település Franciaországban, Aveyron megyében. Lakosainak száma 1446 fő (2022. január 1.). Saint-Côme-d’Olt Castelnau-de-Mandailles, Condom-d’Aubrac, Espalion és Lassouts községekkel határos.

## Népesség
A település népessége az elmúlt években az alábbi módon változott:
| Lakosok száma | 1003 | 1207 | 1198 | 1387 | 1329 | 1347 | 1349 | 1400 | 1426 | 1446 |
|               | 1968 | 1982 | 1990 | 2006 | 2013 | 2015 | 2017 | 2019 | 2020 | 2022 |